# La Toison d'or (Roberts)
La Toison d'or (en anglais, Golden Fleece (Shearing at Newstead)) est un tableau réalisé par Tom Roberts en 1894. 
Mesurant 104 × 158,7 cm, il est signé TOM ROBERTS et daté ... 94 et est conservé à la galerie d'art de Nouvelle-Galles du Sud à Sydney depuis 1894.